# Parets de marge de Condomines
Parets de marge de Condomines és una obra de Guissona (Segarra) protegida com a Bé Cultural d'Interès Local.

## Descripció
Les parets de marge de Condomines estan situades al nord i est de l'agregat de Guarda-si-venes, a banda i banda de la carretera L-314 de Guissona a Sanaüja.
Es tracta de diversos trams de mur de pedra seca emprats per delimitar els camps de conreu. Es conserven parets de marge de diferents tipologies, n'hi ha amb merlets rectangulars, triangulars i escalonats.

## Història
Les parets de marge construïdes amb la tècnica de la pedra seca són molt comunes a la comarca de la Segarra. Aquestes parets les construïen habitualment els pagesos amb pedres del seu propi terreny.